# Araguainha (krater)
Araguainha – duży krater uderzeniowy położony w środkowej Brazylii, na granicy stanów Mato Grosso i Goiás. Krater ma średnicę 40 km, jest odsłonięty na powierzchni i wyraźnie zerodowany. Rzeka Araguaia przepływa przez jego obszar.

## Powstanie
Krater Araguainha został utworzony przez upadek małej planetoidy, która uderzyła w płytkie morze, wybijając krater w osadach i położonym pod nimi podłożu krystalicznym. Miało to miejsce w późnym permie lub wczesnym triasie.

## Struktura
Krater Araguainha ma złożoną strukturę, z wzniesioną częścią centralną o szerokości 6,5 km. W centrum znajduje się mały eliptyczny basen zawierający ordowickie granity, otacza go pierścień wzniesień z granitów poddanych metamorfizmowi szokowemu i brekcji. Jest on otoczony przez następny koncentryczny pierścień średnicy 6,5–8 km utworzony przez sfałdowane i silnie pochylone wapienie dewońskie, osiągające nawet 150 m wysokości. Ten pierścień otaczają depresje o pofalowanym dnie, z pojedynczymi wzgórzami. Zewnętrzną krawędź krateru tworzą koncentryczne uskoki, odsłaniające silnie zdeformowane osady permskie i karbońskie. Całość obejmuje obszar ok. 1300 km².